# Neato palms
Neato palms is een spinnensoort uit de familie Gallieniellidae. De soort komt voor in New South Wales.